# Binnenhof (stacja metra)
Binnenhof – stacja metra w Rotterdamie, położona na linii A (zielonej). Została otwarta 28 maja 1983. Stacja znajduje się w dzielnicy Ommoord i jest północnym krańcem linii.